# 風聆
風聆（ふうれい、1974年 - ）は、台湾の小説家、ライトノベル作家。男性。台中在住。現役の小学校教師でもある。

## 来歴
2009年、『馬桶上的阿拉丁』（直訳：トイレの上のアラジン）で台湾国際角川書店主催の第1回台湾角川ライトノベル大賞の銀賞を受賞した。受賞作は台湾角川より2009年6月に刊行され、シリーズ化されている。
受賞以前から、icecream風聆という筆名で小説を刊行していた。受賞以降は風聆という筆名を使っている。

## 主な作品
- 自爆咒文搜索小組 （2001年）
- 魔王爸爸的16封信 （2003年）
- 魔王爸爸的時空迴廊 （2004年）
- 絶世 （2004年）
- 神・歐巴桑 （2005年）
- 好孩子的國民武俠故事 （2006年）
- 廁所裡的無限空間 （2007年）
- 馬桶上的阿拉丁 （台湾角川 Fantastic Novels、イラスト：kurudaz）
  - 1巻 - 2009年6月、ISBN 9789862371282
  - 2巻 - 2010年1月、ISBN 9789862374566
  - 3巻 - 2010年9月、ISBN 9789862378250
  - 4巻 - 2011年6月、ISBN 9789862871539
    - 広州天聞角川動漫で簡体字版が刊行されている。
- 食用系少女
  - 食用系少女～進擊的滷肉飯保衛戰！（全） - （イラスト：TwinBox、東立出版社、2019年6月27日、ISBN 9789572630280）